# Сандалвуд
Сандалвуд (ಕನ್ನಡ ಚಿತ್ರೋಧ್ಯಮ) — це неформальна назва кіноіндустрії індійського штату Карнатака, що випускає продукцією мовою каннада. Основним центром є місто Бангалор. Також виробництво фільмів діє у містах Мангалор й Мисор. Також має назву Чанданавана. Є п'ятим кіноцентром (після Боллівуду, Коллівуду, Толлівуду та Моллівуду). Фільми реалізуються серед населення, що розмовляє мовою каннада, а також у США, ФРН, Австралії, Великій Британії, Італії, Греції, Єгипті, країнах Перської затоки.

## Історія
Розвиток кінематографа мовою каннада відбувався повільно. В часи панування в Індії демонструвалися насамперед фільми англійською мовою. Першим кінофільмом, створеним каннадою була звукова картина «Саті Сулочана», що з'явилася 1934 року. Її було знято кінокомпанією «Муві Тон» (господар Чаманлал Дунгаджі) у м. Колхапур за підтримки місцевого махараджі Раджарама III Бхосле (нащадка відомого героя-маратха Шиваджі). Витрати склали 40 тис. рупій. Його насамперед демонстрували в Майсурі. Втім доробка фільму відбувалася у м. Мадрас. Того ж року було знято фільм «Бхакта Дхрува». Режисером обох фільм був Ярагудіпаті Варада Рао
Втім лише із здобуття самостійності починається справжнє становлення каннадської кіноіндустрії й утворення Сандалвуда. З 1949 року починають регулярно створювати відповідні фільми. Першим таким став "Бхакта Кумбар"а (режисер — Хоннаппа Бхагаватар). Першою кінокомпанією з початку самостійності стала «Ваджрешварі Комбінес».
Протягом 1950—1970-х років основною тематикою фільмів були історичні та міфологічні події в історії мешканців штату Карнатака, а також загальноіндуїстські. При цьому важливою складовою кожного фільму були пісні каннадою та національні танці Карнатаки.
У 1964 році було знято перший кольоровий фільм — «Амарашільпі Джакканачарі» режисера Б. С. Рангу. У 1970 році фільм «Самскара» (режисер — Паттабхірама Редді) перший серед картин мовою каннада отримав Національну премію за найкращий художній фільм.
З початку 1970-х років режисер Путтана Канагал вніс значні зміни, виключивши з сценаріїв сцени битви, пісні та танці. При цьому почав знімати кінофільми («Беллі Moda», «Геддже Пудже», «Сакшатхкаара», «Шарапанджара», «Наагарахааву», Упасане, «Ранганаякі»), де головною дійовою особою стала жінка. завдяки цьому в Сандалвуді з'явилося багато актрис, які стали доволі популярними. основними містами кіноіндустрії стали Мангалор, Бангалор та Мисор.
Поєднання старих та нових тенденції (відображення соціальних питань) відобразилося у кіноіндустрії Сандалвуда протягом 1980-1990- років. В цей час почали знімати щорічно майже 100 фільмів. Їх демонстрували в усіх громадах Індії, де розмовляли мовою каннада. З 1996 року діє бангалорський міжнародний кінофестиваль.

## Сучасність
З 2000-х років поступово збільшується кількість фільмів, що створювали щорічно. Бангалор остаточно перетворився на основний центр Сандалвуда (з огляду на його статус столиці штату Карнатака). Протягом 2000—2010 років постійно зростають збори від прокату, рекордами є Джогі з 400 млн рупій (2005 рік) та «Мунгару Мейл» з 500 млн рупій (2006 рік).
У 2007 році наймолодший індійський режисер Кішан Шрікант за свій фільм «С/о Футпат» отримав національну премію за найкращий дитячий кінофільм. Згодом ця картина здобула 2 кінопремії штату Карнатака та 11 нагород міжнародних кінофестивалів. У 2010 році фільм «Гулабі» режисера Гіріша Касараваллі здобув перемогу на 10-му Осіан фестивалі Азійського та Арабського кіно. У 2012 році було знято перший повнометражний 3D фільм — «Катарі Віра Сурасундарангі», режисером якого став Суреш Крішна. У 2014 році виготовлено 143 фільми.

## Кінопремії
- Кінопремія штату Карнатака
- Кінопремія Удайя
- Кінопремія Суварна
- Премія Бангалорського міжнародного кінофестивалю

## Відомі актори
- Калпана
- Упендра
- Умашрі
- Пуджа Ганді
- Пуніт Раджкумар